# روث كامينغز
روث كامينغز (بالإنجليزية: Ruth Cummings)‏ هي كاتبة سيناريو وممثلة أمريكية، ولدت في 1894، وتوفيت في 6 ديسمبر 1984.

## وصلات خارجية
- روث كامينغز على موقع IMDb (الإنجليزية)
- روث كامينغز على موقع قاعدة بيانات برودواي على الإنترنت (الإنجليزية)
- روث كامينغز على موقع قاعدة بيانات الفيلم (الإنجليزية)